# Horst Seehofer
Horst Lorenz Seehofer (ur. 4 lipca 1949 w Ingolstadt) – niemiecki polityk. Działacz Unii Chrześcijańsko-Społecznej, od 1994 do 2008 wiceprzewodniczący partii, a w latach 2008–2019 jej przewodniczący. Długoletni deputowany do Bundestagu, minister zdrowia (1992–1998), minister rolnictwa, polityki żywnościowej i ochrony konsumentów (2005–2008), premier Bawarii (2008–2018) oraz minister spraw wewnętrznych (2018–2021). W kadencji 2011–2012 przewodniczący Bundesratu, od 17 lutego do 18 marca 2012 pełniący obowiązki prezydenta Niemiec.

## Życiorys
Po ukończeniu szkoły średniej podjął pracę w administracji lokalnej w Ingolstadt, zaczynając jako goniec i stopniowo obejmując wyższej rangi stanowiska. W 1979 ukończył studium menedżerskie w Verwaltungs- und Wirtschaftsakademie w Monachium.
W 1969 wstąpił do chadeckiej młodzieżówki Junge Union, w 1971 został natomiast członkiem Unii Chrześcijańsko-Społecznej. W 1980 po raz pierwszy został wybrany na posła do Bundestagu z okręgu obejmującego jego rodzinną miejscowość. Z powodzeniem ubiegał się o reelekcję w 1983, 1987, 1990, 1994, 1998, 2002 i 2005, zasiadając w niższej izbie niemieckiego parlamentu do 2008. W 1983 został rzecznikiem CSU ds. polityki społecznej, od 1989 do 1992 był parlamentarnym sekretarzem stanu w resorcie pracy i polityki społecznej. Od maja 1992 do października 1998 sprawował urząd ministra zdrowia w gabinetach rządach Helmuta Kohla. Od września 1994 pełnił funkcję wiceprzewodniczącego CSU. W listopadzie 2005 powrócił do rządu federalnego, Angela Merkel powierzyła mu wówczas urząd ministra rolnictwa, polityki żywnościowej i ochrony konsumentów, który sprawował do października 2008.
W wyborach regionalnych w 2008 chadecy utracili bezwzględną większość w bawarskim parlamencie, co stanowiło najgorszy wynik partii od kilkudziesięciu lat. W konsekwencji przewodniczący CSU Erwin Huber i premier Günther Beckstein zrezygnowali ze swoich funkcji. 25 października 2008 Horst Seehofer został nowym przewodniczącym Unii Chrześcijańsko-Społecznej, a dwa dni później powołano go na premiera Bawarii.
W listopadzie 2008 został ponadto członkiem Bundesratu, od 1 listopada 2011 do 31 października 2012 przewodniczył tej izbie. 17 lutego 2012, po rezygnacji Christiana Wulffa z urzędu prezydenta Niemiec, przejął obowiązki głowy państwa. Wykonywał je do 18 marca 2012, kiedy to urząd prezydenta Niemiec objął Joachim Gauck.
W wyborach regionalnych w 2013 CSU odzyskała większość bezwzględną w landtagu. Horst Seehofer uzyskał mandat z okręgu obejmującego powiat Neuburg-Schrobenhausen, a następnie ponownie objął urząd premiera Bawarii. W 2017 zapowiedział rezygnację z tej funkcji. W grudniu tegoż roku CSU rekomendowała Markusa Södera na jego następcę. Ostatecznie ustąpił 13 marca 2018. Następnego dnia ponownie dołączył do rządu federalnego. W czwartym gabinecie Angeli Merkel objął stanowisko ministra spraw wewnętrznych, budownictwa i ojczyzny. 19 stycznia 2019 na funkcji przewodniczącego CSU zastąpił go Markus Söder; Horst Seehofer został natomiast honorowym przewodniczącym partii. W grudniu 2021 zakończył pełnienie funkcji ministra.

## Życie prywatne
Jest żonaty, ma czwórkę dzieci.

## Odznaczenia
- Wielki Krzyż Zasługi z Gwiazdą i Wstęgą Orderu Zasługi Republiki Federalnej Niemiec – 2023[12]
- Krzyż Wielki Orderu Zasługi Republiki Federalnej Niemiec – 1996
- Order Bawarski Zasługi – 2008, ex officio
- Krzyż Wielki Orderu Infanta Henryka – 2009, Portugalia[13]